# 東嶽大帝
東嶽大帝是泰山的山神，尊稱東嶽泰山天齊大生仁聖大帝，簡稱「仁聖大帝」、「天齊大帝」、「嶽帝」、「嶽帝爺」，古稱「泰山府君」、「東嶽帝君」。是道教的山神五嶽大帝之首，也是陰間的統治神。

## 起源
東嶽仁聖大帝此神的來由，眾說紛紜。主要說法如下：
1. 西晉道教學者葛洪說泰山之神是伏羲太昊，掌管東方。《史記索隱》中：「太嗥都于陳，東封泰山」。
2. 也有人說，東嶽大帝是盤古的後裔金虹氏，在泰山修練得道，被賦與「東嶽大帝」之職位。
3. 在《封神演義》一書中，「東嶽大帝」則是一位文學人物，乃是商紂王的大將，後來歸附周武王的黃飛虎。

## 事跡
東嶽乃群仙之先。五嶽之宗。天地之神。神靈之舟。《神異經》亦有記述。「昔盤古氏五世之苗裔。曰赫天氏。曰胥勃氏。曰立莫氏。子曰金輪氏。弟曰少海氏。次曰金虹氏。金蟬氏。即東嶽帝君也。伏羲氏封為古歲太華真人。至神農氏賜天符都官號。至漢明帝封太山元帥。掌人世居民貴賤高下長短之事。十八地獄六真簿籍。七十五司生死之期。唐武后時封為天齊君。唐玄宗加封為天齊王。宋真宗祥符元年詔封東嶽天齊仁聖王。祥符四年尊為東嶽天齊仁聖帝」。元世祖至元二十八年，加為「東嶽天齊大生仁聖帝」，清朝加封為「仁聖大帝」。世俗奉為治鬼之神。

## 職能
古時認為，泰山上通天庭，故天子封禪於泰山，下有地府，故普通人死後亡魂會歸於泰山之下，以泰山神東嶽大帝為冥界主宰。
而臺灣一般民眾在墳墓、靈骨塔、廟宇也多奉祀地藏，而非嶽帝；人們也常常把兩者合在一起奉祀，如廈門的東嶽廟前殿供奉東嶽大帝，後殿供奉地藏王菩薩，因此有人又稱其為地藏王宮。在臺灣，如臺南東嶽殿、新竹東嶽殿、頭城東嶽殿、鼓山地嶽殿等廟宇也都一同祭祀東嶽大帝及地藏王菩薩。
東嶽大帝亦被漢傳佛教列入二十四諸天，作為佛教護法神之一。

## 陰陽道
在日本，稱為泰山府君，是陰陽道的主祭神。安倍晴明曾使用的陰陽道之最高奧義「泰山府君祭」，『今昔物語集』收錄晴明施術讓重病的高僧起死回生、祈禱天皇長壽的故事，是朝廷重要的國家祭祀。

## 相關
- 山神
- 泰山
- 三山五嶽
- 五嶽大帝
- 東嶽廟
- 東嶽廟列表
- 台南東嶽殿
- 鼓山地嶽殿
- 高南東嶽殿
- 九案泰山
- 酆都大帝
- 東王公
- 閻羅王